# Caulleriella cabbsi
Caulleriella cabbsi är en ringmaskart som beskrevs av Pocklington och Coates 20. Caulleriella cabbsi ingår i släktet Caulleriella och familjen Cirratulidae. Inga underarter finns listade i Catalogue of Life.